# Nautla
Nautla là một đô thị thuộc bang Veracruz, México. Năm 2005, dân số của đô thị này là 10023 người.